# Raven (wrestler)
Scott Anthony Levy, meglio conosciuto con il ring name Raven (Filadelfia, 8 settembre 1964), è un wrestler statunitense.
È un tre volte campione del mondo, avendo detenuto due volte l'ECW World Heavyweight Championship e una volta l'NWA World Heavyweight Championship. Ha inoltre vinto una volta il WCW United States Heavyweight Championship ed è colui che ha vinto per più volte il WWF/E Hardcore Championship, con 27 regni. È stato poi il vincitore del King of the Mountain del 2005, a Slammiversary, nella Total Nonstop Action Wrestling. Tra Extreme Championship Wrestling, World Championship Wrestling, World Wrestling Federation/Entertainment e TNA, Levy ha collezionato 36 titoli. Nel 2003 ha anche lottato brevemente per la Ring of Honor.
È stato l'innovatore per numerose tipologie di gimmick match, come il Clockwork Orange House of Fun match, il Raven's Rules match e l'Hangman's Horror match. Lui, Justin Credible, Terry Funk, Crowbar e Jerry Lynn sono gli unici wrestler ad aver lottato per la ECW, WCW, WWF/E, TNA e ROH nel corso della loro carriera.
È membro del Mensa.

## Carriera

### Gli inizi (1988–1991)
Nel 1988, dopo essersi laureato presso l'University of Delaware, Levy debuttò nel mondo del wrestling come Scott The Body, nella Continental Wrestling Association a Memphis, interpretando il boy-toy di Missy Hyatt, che lo utilizzava per sé stessa e per favorire Eddie Gilbert. Dopo aver lasciato Memphis, Levy lottò in Florida fino a quando non ebbe delle incomprensioni con i co-proprietari, Steve Keirn e Jack Glidden.
Successivamente, Levy lavorò brevemente per la All Star Wrestling di Vancouver; lottò da face, riscuotendo grande successo fra il pubblico, ma finì per lasciare in seguito a dei dissidi con Al Tomko, che preferiva puntare sui suoi figli, Todd ("Rick Davis") e Terry ("The Frog"). Da lì, si recò alla Pacific Northwest Wrestling (PNW) di Portland. Fu uno dei principali heel della federazione per la maggior parte dei suoi tre anni, vincendo tutti i titoli e rivaleggiando duramente con Steve Doll. In PNW, il suo manager fu Taylor Made. Dopo una breve pausa, tornò nella federazione come face e iniziando un feud con il top heel The Grappler.
A Levy fu data un'esposizione mediatica nazionale quando si trasferì alla Global Wrestling Federation di Dallas. Lottò col nome di "Palm Beach Heart Throb" Scott Anthony. Fece parte della fazione meglio nota come "The Cartel", sotto la direzione di un "Boss" senza nome. La GWF andò in onda, in tutto il paese, su ESPN. Levy fece parte dell'announce team per gran parte del primo anno, rivelando un arguto senso dell'umorismo e considerevoli capacità al microfono.

### Smoky Mountain Wrestling (1991–1992)
Nel 1992, durante l'episodio del 28 marzo della Smoky Mountain Wrestling, il Commissioner Bob Armstrong annunciò Scott Anthony come concorrente per l'SMW Heavyweight Title Tournament, ma la firma di Anthony per la World Championship Wrestling probabilmente impedì l'operazione. Anthony fu così sostituito nel torneo da Carl Stiles.

### World Championship Wrestling (1992–1993)
Ottenne la sua prima esposizione importante, da wrestler, nel 1992 lavorando per la World Championship Wrestling. Gareggiò nella divisione light-heavyweight sotto il nome di Scott Flamingo, interpretando un surfista della Florida. Inizialmente ebbe come manager J.T. Southern, e conquistò il WCW Light Heavyweight Championship (riconosciuto anche come la prima incarnazione del WCW Cruiserweight Championship), il 20 giugno 1992, sconfiggendo Brian Pillman a Beach Blast. Dopo il match, molti altri wrestler apprezzarono la qualità dell'esibizione. Il 5 luglio 1992, Brad Armstrong sconfisse Levy aggiudicandosi il Light Heavyweight Championship. Si alleò con Diamond Dallas Page e Vinnie Vegas nella stable "Diamond Exchange". Ebbe faide con Pillman, Armstrong e Johnny B. Badd. Sconfisse Badd in un boxing match, a Clash of the Champions XXI, il 18 novembre 1992, via knock-out, dopo che DDP e Vegas avevano riempito il suo guantone con dell'acqua. Lasciò la WCW nel febbraio 1993, in seguito a disaccordi con il booker Bill Watts.

### World Wrestling Federation (1993–1994)
Dopo aver lasciato la WCW, Levy passò alla World Wrestling Federation, interpretando Johnny Polo, un manager ricco e viziato che accompagnava Adam Bomb. Fu manager anche dei Quebecers, e li aiutò nella conquista di ben tre regni da WWF Tag Team Champions. Lottò sporadicamente, ma soprattutto lavorò sia come commentatore che come co-conduttore di Radio WWF, oltre a lavorare come produttore associato per il Monday Night Raw. Lasciò la federazione nel 1994.

### Extreme Championship Wrestling (1995–1997)

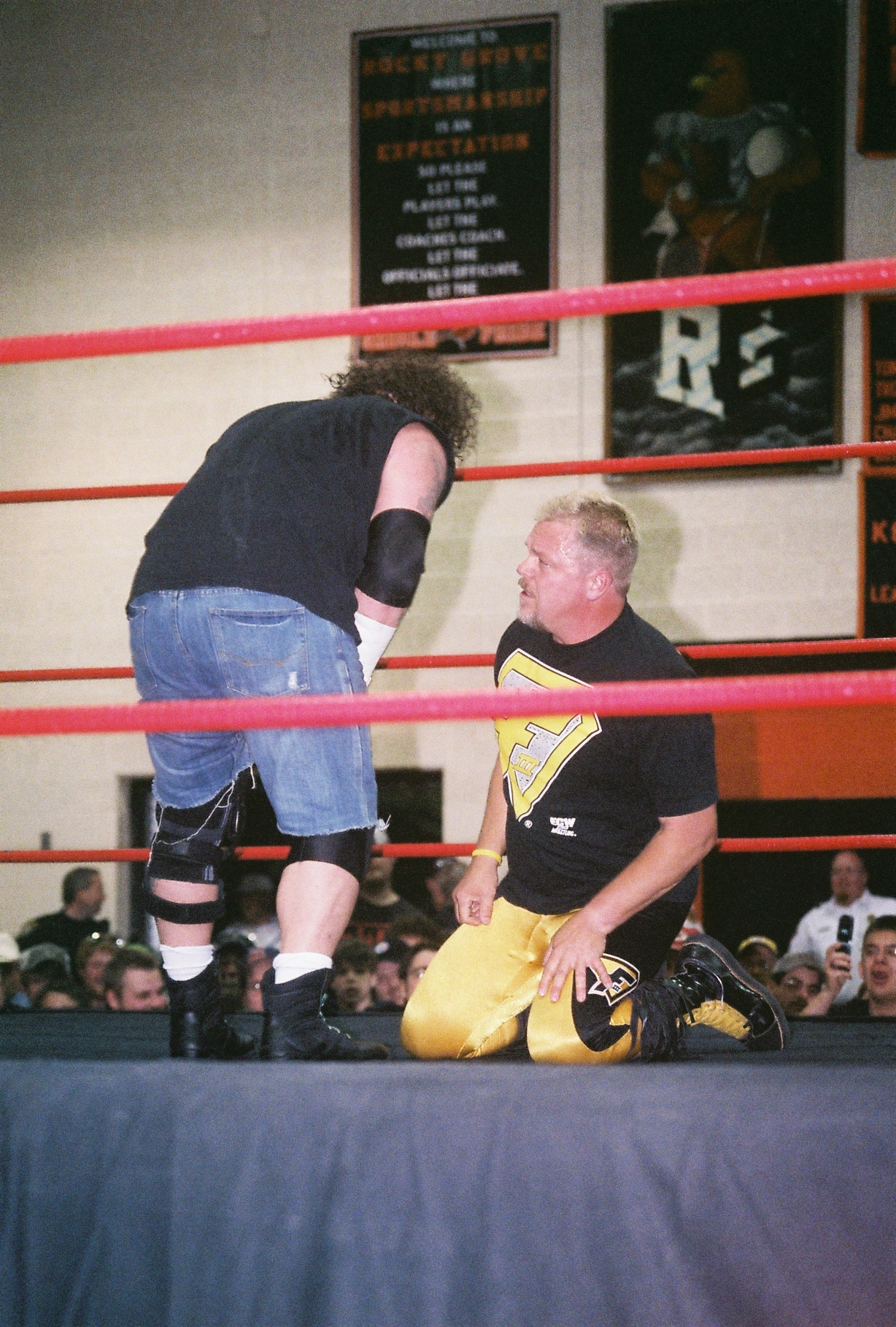
Raven in un match contro Shane Douglas

Il 7 gennaio 1995, ormai arrivato a 104 kg, Levy debuttò nella Extreme Championship Wrestling con il ring name Raven (un omaggio alla poesia di Edgar Allan Poe). Staccandosi drasticamente da quelle che erano state le sue vecchie gimmick, Levy iniziò ad interpretare il ruolo di un depresso, sociopatico, misantropo nichilista dal guardaroba di ispirazione grunge. Levy citò il personaggio di Patrick Swayze, nel film Point Break - Punto di rottura, come modello di ispirazione per Raven. Debuttò con Stevie Richards, attaccando Tommy Dreamer e rivendicando la loro inimicizia fin da quando erano bambini al campo estivo. Raven e Dreamer furono protagonisti di una faida pluriennale condita da numerosi match. Per altro, Raven lo sconfisse a Tokyo, in Giappone, il 13 agosto 1996, conservando così il titolo.
Successivamente ebbe una faida con The Sandman. Raven influenzò sul serio il figlio di Sandman e lo convinse a seguire il suo culto, oltre che a schierarlo proprio contro suo padre. Ciò portò a numerosi match sanguinolenti, con la faida che culminò in un incontro, nell'ottobre 1996, in cui il figlio di Sandman interferì per aiutare suo padre. Dopo il match, con i due riappacificatisi, Raven si portò alle loro spalle e colpì Sandman prima con un Kendo Stick e poi schiacciandolo su un tavolo. Successivamente, anche Stevie Richards e Blue Meanie accorsero sul ring, recuperarono una grande croce di legno da sotto il ring, legarono Sandman, lo sollevarono e lo crocifissero. In quella stessa occasione, Kurt Angle era presente come ospite speciale (stava prendendo in considerazione l'idea di passare al wrestling). Sconvolto e inorridito dalla angle offensiva, abbandonò la sua postazione e minacciò una querela nel caso il suo nome fosse apparso nei crediti dell'evento. Levy venne fuori e si scusò per le sue azioni. Ancora oggi, Levy sostiene che l'angle non è stato un insulto a Gesù Cristo, ma un insulto a Sandman, avendo utilizzato l'iconografia religiosa soltanto per esprimere arte. In un'intervista per il documentario Forever Hardcore, Levy dichiarò che la sua religiosità fu messa in discussione per via dell'accaduto, con molti lottatori ECW che credevano che Levy avesse deliberatamente usato la crocifissione come dichiarazione di anti-cristianità. Levy fu costretto alle scuse da Paul Heyman per calmare le acque, anche se molti lottatori rinfacciarono a Raven il fatto di non aver utilizzato, per l'angle, una Stella di David al posto del crocifisso, ma Raven rispose che la Stella non avrebbe avuto lo stesso impatto filosofico sulla folla, e che sarebbe stato ridicolo veder uscire fuori dall'arena Sandman mentre rotolava.
Raven dominò l'ECW per tutto il 1995-1996, godendosi due regni da ECW World Heavyweight Champion. Il suo gruppo di seguaci divenne noto come Raven's Nest. Durante il suo primo stint in ECW, Raven difese con successo l'ECW World Heavyweight Title contro i veterani Terry Gordy e "Dr. Death" Steve Williams, tra gli altri. Regalò la sua prima sconfitta, in un single match, a Dr. Death dopo anni d'imbattibilità negli U.S.A. Il suo feud con Tommy Dreamer iniziò al suo debutto e, dopo la rivalità con Sandman, proseguì per i successivi due anni fino a culminare a Wrestlepalooza, il 6 giugno 1997, in un Loser Leaves ECW match che Dreamer riuscì a vincere. Raven, allora, passò alla World Championship Wrestling.

### Ritorno in WCW (1997–1999)
Il 30 giugno 1997, Levy ritornò nella WCW con il personaggio di Raven. Fu visto seduto in prima fila a Nitro, dove i commentatori lo identificarono come "un uomo che è stato campione di altre federazioni"; il marchio ECW non fu mai menzionato. Il 21 agosto 1997, a Clash of the Champions XXXV, Raven sconfisse Stevie Richards in un "unsanctioned" match, prima di prendere posto in prima fila. La storyline prevedeva che Raven apparisse spesso in prima fila, mentre lentamente andava creando quella stable che sarebbe diventata nota come il Flock. Raven era un free agent, prima di firmare ufficialmente un contratto con il WCW Commissioner James J. Dillon, che stabiliva che poteva lottare solo quando voleva e sotto le sue regole. Il Flock era una stable di disadattati proprio come il Raven's Nest della ECW. Con il Flock, tuttavia, Raven fu molto più autoritario, e ciò portò a numerosi dissensi e frequenti ribellioni. I match del gruppo si svolsero secondo le regole di Raven, e ciò significava niente squalifiche, uso lecito di armi, doppio teaming e continue interferenze.
Il 23 novembre 1997, a World War 3, Raven conobbe Scotty Riggs nel corso di un match, e quest'ultimo finì per unirsi al Flock. Con l'aiuto del Flock, Raven vinse il WCW United States Heavyweight Championship e il WCW World Tag Team Championship in coppia con Perry Saturn. Il primo regno durò solo un giorno, dato che Raven aveva sconfitto Diamond Dallas Page, a Spring Stampede, per poi essere sconfitto la notte successiva da Bill Goldberg, al Monday Nitro. Raven incolpò Saturn per aver perso la cintura. Questo portò ad una serie di incontri che culminarono in un match a Fall Brawl, dove in caso di sconfitta di Raven, il Flock si sarebbe sciolto. Saturn vinse con l'aiuto di Kidman, stanco anche lui degli abusi di Raven. Senza il Flock, Raven iniziò una serie di deprimenti interviste e si tirò fuori da diversi match. Ad ottobre, ad Halloween Havoc, Raven si rifiutò di lottare contro Chris Jericho per il WCW Television Championship, ma alla fine fu convinto a tornare sul ring. Perse l'incontro, e sparì fino al 1999.
Si alleò a Vampiro e agli Insane Clown Posse, formando brevemente la stable nota come The Dead Pool. In un meeting organizzato nel backstage, nell'Agosto 1999, che coinvolse tutti i wrestler sotto contratto con la WCW, Eric Bischoff offrì la possibilità a chiunque di poter rescindere il proprio contratto. Levy fu l'unico ad alzarsi e ad uscire, non più soddisfatto del lavoro della direzione creativa della WCW. A Levy fu concesso lo svincolamento e dunque abbandonò la federazione.

### Ritorno in ECW (1999–2000)
Come condizione per aver lasciato la WCW, a Levy non fu permesso di passare direttamente alla World Wrestling Federation per via di una clausola di non concorrenza inclusa nel suo contratto. Non gli restò che rifirmare per la ECW siglando un contratto di un anno, il 25 agosto 1999. Raven ritornò alla grande, al debutto della ECW su TNN, vincendo il tag team title dai Dudley Boyz, in coppia con Tommy Dreamer, il 26 agosto 1999. Sebbene riluttante come tag team, Raven e Dreamer regnarono per diversi mesi. Quando persero le cinture, i due feudarono brevemente. Raven e Mike Awesome conquistarono il tag team title da Tanaka e Dreamer, il 4 marzo 2000, solo per perderlo appena una settimana dopo in favore degli Impact Players, a Living Dangerously. Cyberslam 2000 fu l'ultima apparizione di Raven con Francine, alleatasi a Justin Credible quella sera stessa. Il suo ultimo match televisivo fu contro Scotty Anton, e ne uscì sconfitto. Poco tempo dopo, si trasferì alla WWF.

### Ritorno in WWF/E (2000–2003)

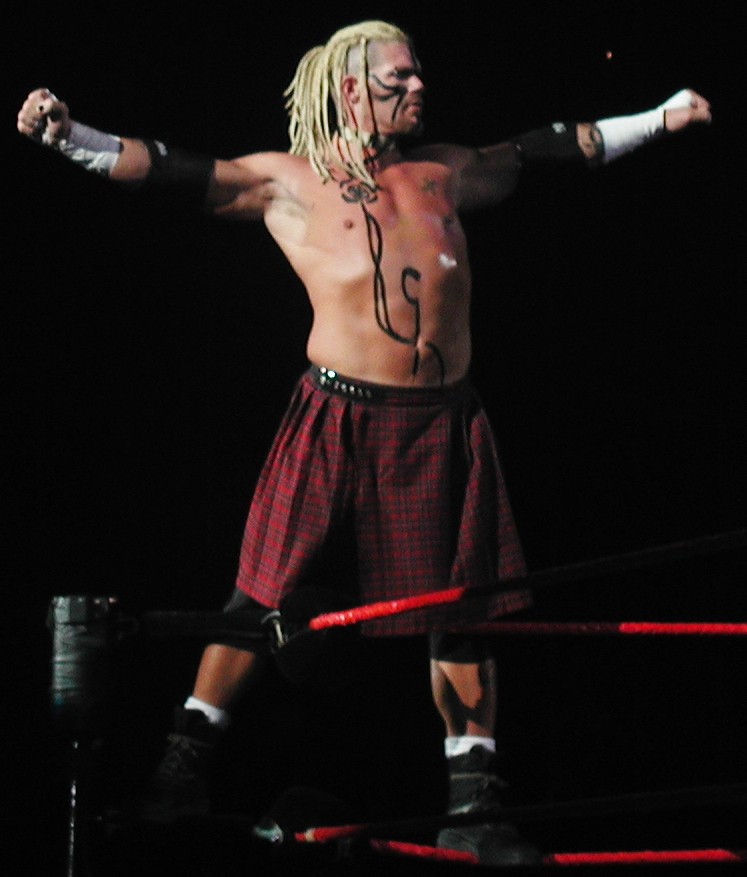
Raven in azione per la WWE nel 2002

Levy ritornò nella WWF, come Raven, nel 2000 a Unforgiven, quando interferì nello Strap match tra Tazz e Jerry Lawler, colpendo quest'ultimo con un DDT. Il suo precedente stint in WWF, nei panni di Johnny Polo, fu ignorato dalla federazione. Iniziò a lottare in coppia con Tazz prima della loro separazione. Il 22 dicembre 2000, a Chattanooga, sconfisse Steve Blackman per il WWE Hardcore Championship. A WrestleMania X-Seven, lottò nel suo unico WrestleMania match perdendo l'Hardcore Championship in favore di Kane, in un Triple Threat match che includeva anche Big Show. A Backlash, fu sconfitto dal nuovo Hardcore Champion Rhyno in un hardcore match valido per il titolo.
Quando iniziò la storia dell'Invasion, si ritrovò nella WCW/ECW Alliance. In questo periodo, diretto da Terri Runnels, la sua storyline più importante fu distruggere l'amore feticista di Perry Saturn per una scopa. Iniziò anche a collaborare con Justin Credible, alla fine di luglio 2001. Fino alla fine di quell'anno, Raven non apparì più nei programmi WWE, anche in seguito alla sconfitta dell'Alliance nel "Winner Take All" match di Survivor Series.
Nel marzo 2002, all'annuncio del WWE Brand Extension, Raven a causa della draft lottery, fu dirottato a Raw. Nel finale di SmackDown! precedente alla scissione, sconfisse Maven laurandosi ancora una volta Hardcore Champion, e portando così il titolo a Raw. Proprio quel lunedì, perse la cintura in favore di Bubba Ray Dudley. In quel periodo, Levy decise per qualche tempo di vestire i panni di annunciatore, e si ritrovò dunque a commentare Sunday Night Heat ed Excess. Dopo un paio di mesi, riprese la sua carriera di wrestler a Raw, ma lo stint non durò a lungo. Infatti il 24 giugno 2002 fu bandito da Raw dopo aver perso un match contro Tommy Dreamer. Raven fu così costretto a trascorrere il resto dell'anno a Heat. A Levy fu permesso di sviluppare una storyline legata ai sette peccati capitali, ispirata al film Seven, con Raven che avrebbe utilizzato Heat come il suo parco giochi. Tuttavia l'angle fu abortita di lì a poco. Nonostante il suo ritorno a Raw, disputò soltanto un match (perdendo contro Jeff Hardy la qualificazione alla Royal Rumble) prima di essere svincolato dalla WWE la settimana successiva, il 20 gennaio 2003.

### Total Nonstop Action Wrestling

#### Gathering (2003–2004)

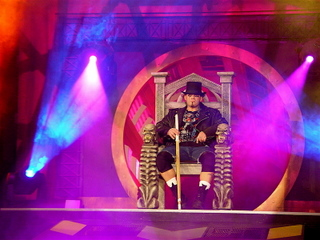
Raven in uno show della TNA

La maggiore visibilità, dopo la partenza dalla WWE, Levy la ottenne nella Total Nonstop Action Wrestling (a quel tempo NWA-TNA), e in Europa nella Frontier Wrestling Alliance, dove ripristinò la sua gimmick grunge originale. Quel'anno apparve anche nella Ring of Honor, combattendo contro Cm Punk in uno dei feud più famosi della federazione, che si basava sulla scontro ideologico tra lo stile di vita straight edge di Punk e quello estremo di Levy (con abuso di droghe e alcool) al culmine della sua carriera, alla fine degli anni novanta.
Raven debuttò nella TNA il 22 gennaio 2003, appena due giorni dopo essersi liberato della WWE, attaccando e colpendo con la sua finisher Jeff Jarrett, rubandogli l'NWA World Heavyweight Championship. Raven intraprese poi una lunga storyline nella quale sosteneva che la vittoria dell'NWA World Heavyweight Title era scritta nel suo destino. Raven iniziò a turbare psicologicamente l'intero roster, prima di ritrovarsi faccia a faccia con Jarrett nel suo primo assalto all'NWA World Heavyweight title, perdendo.
Il 17 settembre 2003, Raven tagliò i suoi tradizionali capelli lunghi dopo essere stato sconfitto da Shane Douglas in un hair vs hair match, per via della sorprendente interferenza di Vampiro. Successivamente, Raven formò una stable conosciuta come Gathering, che includeva il suo vecchio rivale Cm Punk, Julio Dinero e Alexis Laree, anche se tempo dopo finirono per tradirlo. Disputò e vinse numerosi match contro vecchi amici e colleghi della ECW come New Jack, Perry Saturn, Mikey Whipwreck e Justin Credible. Più tardi, nel corso di quello stesso anno, queste superstar si riunirono nella stable nota come Sports Entertainment Xtreme. Nel 2003, Raven feudò con James Mitchell e i Disciples of the New Church. Raven li sconfisse uno dopo l'altro, grazie soprattutto all'aiuto del Gathering. Concluse con successo il suo feud con Mitchell in un Last man standing match. Ciò portò ad una lunga striscia di vittorie e al tentativo di Raven di compiere il suo destino. Nel 2004, collaborò con Sandman per combattere il Gathering che, grazie all'interferenza di James Mitchell, riuscì ad avere la meglio. Allora Raven si avvalse della collaborazione di Terry Funk, e finalmente riuscì a sconfiggere la sua vecchia stable, nonostante James Mitchell avesse tentato ancora una volta di interferire nella contesa.
Sempre nel 2004, il vecchio amico di Raven, Sabu, ritornò in TNA. I due, riuniti in coppia, affrontarono e sconfissero per l'ultima volta il Gathering. Successivamente, Raven e Sabu feudarono con Abyss e "The Alpha Male" Monty Brown. Abyss e Brown infierirono svariate volte su Sabu, quando questi si ritrovava senza l'appoggio di Raven. Alla fine i due entrarono in conflitto e, il 4 agosto, in un No Holds Barred match disputarono la loro resa dei conti e Raven ne uscì vittorioso.

#### NWA World Heavyweight Champion (2005–2006)
Il 19 giugno 2005, Raven divenne face e conquistò l'NWA World Heavyweight Championship a Slammiversary, dopo aver sconfitto AJ Styles, Abyss, Sean Waltman e Monty Brown nel King of the Mountain match. Difese con successo due volte il titolo, nel corso dei mesi successivi, prima da Abyss a No Surrender e poi da Rhino ad Unbreakable. Contro Rhyno, mostrò il meglio del suo repertorio maturato nel corso degli anni in ECW e in WCW. In quell'occasione non solo sconfisse Rhyno, ma colpì Jeff Jarrett con il suo DDT, assistito da Jeff Hardy a bordo ring. Disputò anche un tag team match con Sabu proprio contro Jeff Jarrett e Rhyno.
Il 15 settembre, Raven perse il titolo NWA in favore di Jeff Jarrett, in Canada, nel corso dello special event della Border City Wrestling. Gli America's Most Wanted ("Wildcat" Chris Harris e "Cowboy" James Storm) avevano interferito nella contesa aiutando Jarrett. Spike TV, che aveva divorziato dalla WWE e aveva iniziato a trasmettere Impact!, ritenne opportuno consegnare la cintura ad un wrestler più carismatico, appunto Jarrett. Tutto ciò portò ad una faida tra Raven e Larry Zbysko, che l'ostacolava per impedirgli di ottenere una title shot. Quest'ultimo si avvalse della collaborazione di PJ Polaco e Chris K. Il feud culminò in un match a Final Resolution, dove Raven affrontò Sean Waltman con la clausola che in caso di sconfitta avrebbe dovuto lasciare la TNA. Raven perse il match e fu costretto allo stop.
Raven ritornò nella TNA il 23 aprile 2006 a Lockdown, riprendendo il suo feud con Zbyszko. La resa dei conti si disputò a Victory Road in un Hair vs hair match che Raven riuscì ad aggiudicarsi. Da allora, continuò a lottare sporadicamente a causa di alcuni problemi alla tiroide.

#### Serotonin (2006–2008)
Il suo ultimo grande angle lo coinvolse in una faida a tre con Abyss e Brother Runt. Successivamente iniziò ad apparire sporadicamente negli show televisivi e nel frattempo si andò formando un'alleanza tra Kazarian, Johnny Devine e Matt Bentley: dopo Genesis, Raven si rivelò essere il loro leader. Questa stable divenne nota come Serotonin. La direzione di questa stable era difficile da inquadrare, anche soprattutto per via delle numerose sconfitte patite. In più di un'occasione Raven punì i suoi adepti per le sconfitte rimediate, accanendosi soprattutto su Kazarian. Dopo una lunga pausa, Raven tornò sul ring perdendo prima contro Cristopher Daniels in un First Blood match e poi contro Chris Harris, anche a causa del tradimento di Kazarian. In un episodio di Impact!, Raven si vendicò di Kazarian attaccandolo alle spalle con una mazza da kendo. Il 19 luglio a Impact!, Raven e il resto della Serotonin furono sconfitti dalla Triple X.
Raven vinse un House of Fun match nell'episodio del 9 agosto di Impact! insieme a Robert Roode e James Storm contro Chris Harris, Rhyno e Kazarian. La resa dei conti con Kazarian si disputò ad Hard Justice, dove Kazarian vinse nonostante le interferenze della Serotonin. Successivamente lanciò una sfida ad Abyss e Rhyno per Bound for Glory, ma a spuntarla fu Abyss. Nel mese di novembre la stable si sciolse e, a Turning Point, Raven sostituì Rhyno e, insieme ad Abyss, sconfissero Black Reign e Rellik.
Poco tempo dopo Raven fu svincolato anche dalla TNA e il suo profilo fu rimosso dal roster il 7 marzo 2008.

#### Alleanza con Dr. Stevie (2009–2010)
Dopo un'assenza di più di un anno, Raven sorprese i fan tornando alla TNA il 28 maggio 2009. Ritornò come heel, attaccando Abyss con una mazza da kendo e assistito da Stevie Richards. I due si allearono poi a Daffney. Il 18 giugno, ad Impact!, vinse un Clockwork Orange House of Fun match contro Jethro Holiday. A Slammiversary, Abyss e Taylor Wilde sconfissero Raven e Daffney nel primo mixed tag team Monster's Ball match. Dopo il pay-per-view, il nome di Raven fu rimosso dal sito della TNA.

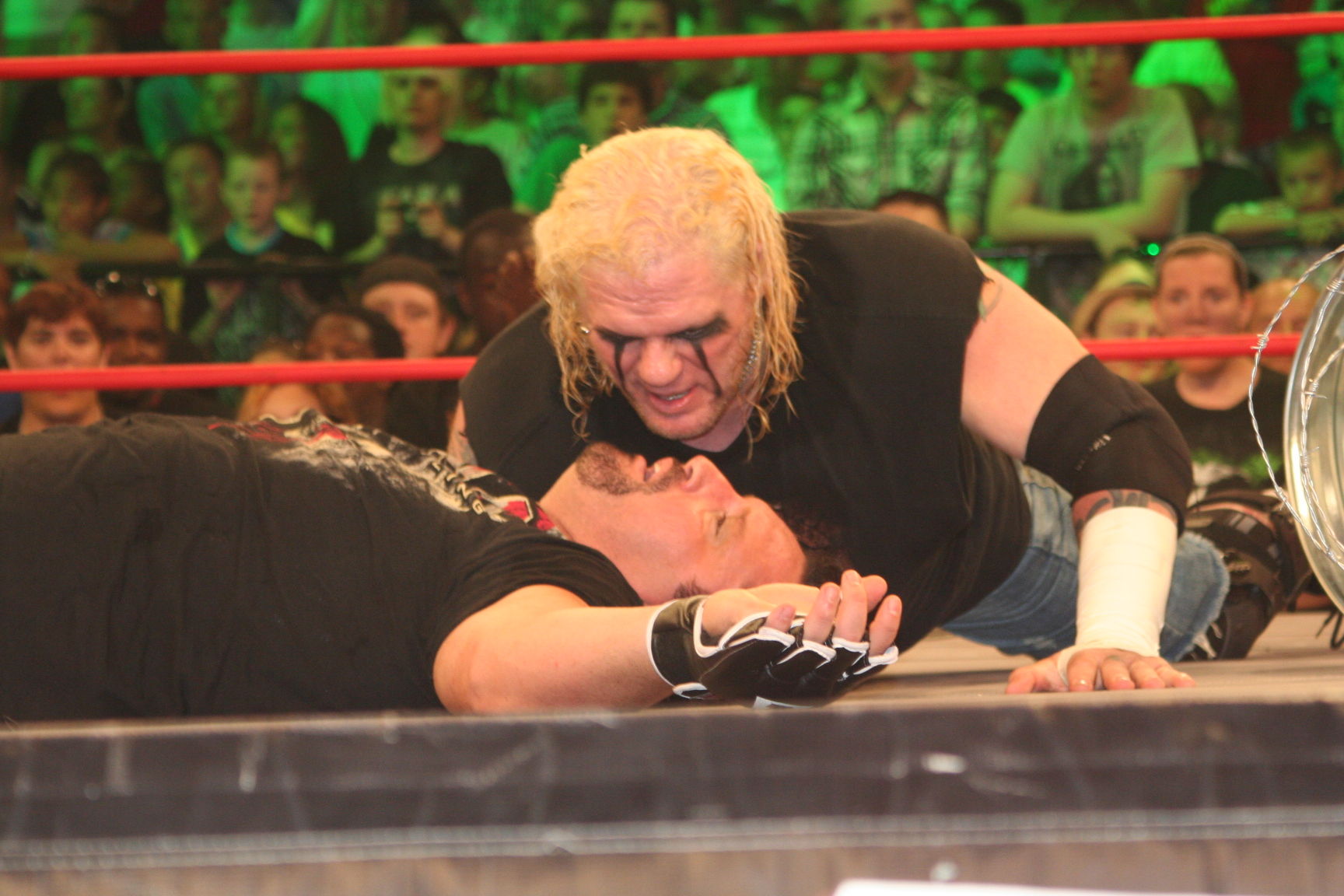
Raven dopo aver tradito Tommy Dreamer nel 2010

Il 12 novembre 2009 a Impact!, Raven ritornò in TNA attaccando Abyss e lanciando una palla di fuoco sul volto di Mick Foley, schierandosi ancora una volta con Dr. Stevie e Daffney. A Final Resolution, Abyss e Foley sconfissero Stevie e Raven in un "Foley's Funhouse" tag team match. Il 4 gennaio, Raven collaborò con Dr. Stevie in un number one contender's tag team match, dove furono sconfitto da Matt Morgan ed Hernandez. Il 18 febbraio, salvò Eric Bischoff dalle grinfie di Abyss, con l'aiuto di Rhyno, Homicide, Tomko e Desmond Wolfe.

#### EV 2.0 (2010–2011)
Raven torna in televisione quattro mesi più tardi, il 24 giugno ad Impact!, dando l'idea di un turn face, apparendo nella Impact! Zone accanto a Stevie Richards e Tommy Dreamer. La settimana successiva, ai tre si unisce anche Rynho. Il 15 luglio, Raven, Dreamer, Richards, Rhyno, Brother Devon, Pat Kenney e Al Snow, guidati da Mick Foley, si alleano con il TNA World Heavyweight Champion Rob Van Dam, attaccando Abyss e il resto dello spogliatoio TNA. La settimana successiva, il presidente della TNA Dixie Carter concede agli ex ECW di riunirsi in pay-per-view a Hardcore Justice: The Last Stand, per celebrare l'hardcore wrestling. Il 29 luglio, Raven riaccende il suo feud storico con Dreamer, tradendolo e colpendolo con un DDT su una sedia, dopo un match contro Abyss. La settimana successiva, Raven spiega il suo turn dicendo di non aver dimenticato come Dreamer gli avesse "soffiato" via, e poi sposato, la sua ragazza Beulah McGillicutty, che lo aveva tradito nel 1996 proprio durante il suo primissimo feud con Dreamer. L'8 agosto, ad Hardcore Justice, Raven sconfigge Dreamer in un "Final Showdown" match arbitrato da Mick Foley. Nella successiva puntata di Impact!, gli ex ECW, meglio conosciuti collettivamente come Extreme, Version 2.0 (EV 2.0), vengono aggrediti da A.J. Styles, Kazarian, Robert Roode, James Storm, Douglas Williams e Matt Morgan della stable "Fortune" di Ric Flair, che pensava non fossero meritevoli di lottare in TNA, generando così un nuovo face turn per Raven. A Bound for Glory, Raven, Dreamer, Rhyno, Richards e Sabu sconfiggono i membri del Fortune, A.J. Styles, Kazarian, Morgan, Roode e Storm in un Lethal Lockdown match. A Turning Point, gli EV 2.0 fronteggiano il Fortune in un ten man tag team match, dove ogni membro degli EV 2.0 ha messo la propria carriera in TNA in palio. Alla fine, gli EV 2.0 perdono il match e Sabu viene svincolato dalla TNA. Due settimane dopo, ad Impact!, Raven è costretto a mettere il suo futuro in TNA in palio, in un match contro il TNA World Heavyweight Champion Jeff Hardy. Hardy vince l'incontro, e così Raven viene licenziato. Raven disputa il suo ultimo match per la compagnia, il 12 novembre 2010, sconfiggendo il TNA Television Champion A.J. Styles in un match non titolato.

### Circuito indipendente (2008–2014)
Nel 2008, Raven passò alla Juggalo Championship Wrestling per la Season 2 di Slam TV!. Nel main event della seconda puntata, il JCW Heavyweight Champion Coporal Robinson mise il suo titolo in palio contro Sexy Slim Goody. Durante il match l'arena si oscurò, e al ritorno delle luci Raven apparì sul ring per colpire Robinson col suo Evenflow DDT, prima di rubargli la cintura. Nel terzo episodio, Raven introdusse Sexy Slim Goody come suo alleato. Quando Robinson corse sul ring per riprendersi la cintura, Sexy Slim Goody (kayfabe) lo bloccò colpendolo con una sedia, e Raven iniziò a radergli i capelli. A quel punto intervenne Sabu che mise in fuga Raven. Le due coppie si affrontarono in un tag team match nell'episodio successivo, con Raven ancora costretto alla fuga da Sabu. A Bloodymania II, Raven fu sconfitto da Robinson in un "Loser leaves JCW" Ladder match. Tuttavia, Raven tornò nella federazione a Bloodymania III, perdendo contro Sabu in un Raven's Rules match.

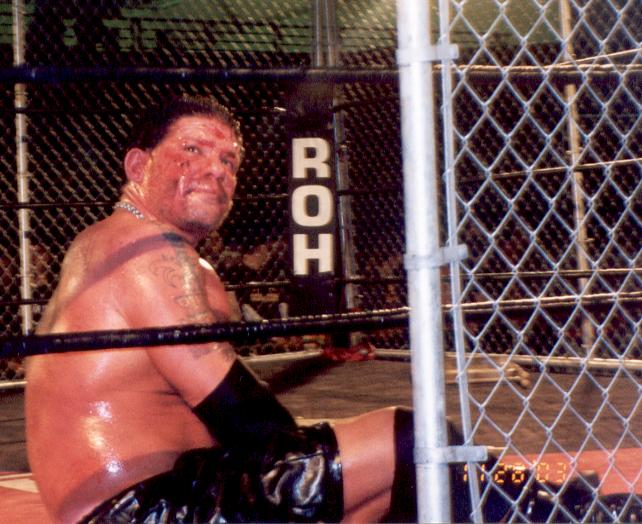
Raven all'interno della gabbia durante uno show della Ring of Honor

Levy fu campione dei pesi massimi della CWA Pro Wrestling, una federazione indipendente con sede a Orangeburg, South Carolina, dal 15 marzo fino all'8 agosto 2008. Conquistò la cintura, sconfiggendo Timber a Charlotte, North Carolina. Fu privato del titolo dopo aver saltato diversi show, non essendo in grado dunque di difendere la cintura. Levy prese parte anche agli show della Russia's Independent Wrestling Federation, duellando con Joe Legend. Dall'11 al 18 aprile del 2008, Raven si esibì in quattro eventi della Australasian Wrestling Federation, tra Australia e Nuova Zelanda. Organizzò anche dei seminari di wrestling a Minto, Blakeview e Wellington. L'11 aprile, Levy prese parte all'AWF Explosion tour, dove la cintura della federazione venne messa in palio. Raven conquistò il titolo, perdendolo però in favore di TNT, il 18 aprile a Palmerston North, in Nuova Zelanda. Il 2 agosto 2009, Raven sconfisse il campione in carica Preston Quinn, aggiudicandosi il Vanguard Championship Wrestling World Heavyweight Title, a Norfolk. Dopo il match, Raven ebbe uno scambio di battute con Zbyszko, e lo sfidò a trovare un avversario da opporgli per il VCW World Title. La WFX Wrestling confermò la partecipazione di Raven al Conflict Of Interest To The Extreme.
Nel gennaio 2010, Raven si recò nel Nuovo Galles del Sud, in Australia, e sfidò l'ACWA Australian Heavyweight Champion Shane O'Riley in un match valido per il titolo, perdendo. La sera successiva, Raven sconfisse Shadow Phoenix nel main event.
Dopo lo svincolo da parte della TNA, Levy ha firmato un contratto col la federazione italiana Nu-Wrestling Evolution. Debutta il 2 gennaio 2011, battendo Black Pearl. In seguito vince un torneo per determinare il primo sfidante per il NWE Heavyweight Championship. Il 1º febbraio batte poi Mr. Kennedy diventando il nuovo NWE Heavyweight Champion.
Il 28 aprile 2012, Raven debuttò nella Extreme Rising in un dark match contro Gary Wolfe terminato in no contest. Il 27 ottobre apparve nella Busted Knuckle Pro Wrestling, allo show Apocalypse, dove sconfisse Eddie Osborne in a Clockwork Orange House of Fun match. Durante il match, Raven si dislocò una spalla mentre eseguiva un DDT, ma riuscì ugualmente a portare a termine il match. L'11 novembre nella Extreme Rising, lottò con Stevie Richards in un loser leaves town match terminato in no contest.
Nella prima parte del 2013 lottò in Europa per varie compagnie, soprattutto in Germania e Paesi Bassi. Il 24 maggio si riunì con Perry Saturn in un tag team Raven's Rules match nella Resistance Pro Wrestling di Billy Corgan, sconfiggendo Brady Pierce e Mad Man Pondo. Raven trascorse il 2014 in Nigeria e Sud Africa. Il 7 novembre 2014 sconfisse Fury in un match a Lagos, Nigeria. Conquistò il WWP Tag Team Championship insieme a Venus il 24 novembre, titolo che poi la coppia perse il 22 dicembre durante un house show svoltosi ad Abuja, Nigeria. Raven firmò con la NWF ed esordì nel main event sconfiggendo Strong Bone in un Hardcore match il 23 dicembre. Lottando insieme agli Steiner Brothers sconfisse Sabu e The Wolves sempre a Lagos. Egli vinse l'NWF World Heavyweight Championship il 27 dicembre sconfiggendo Kamjarlio in uno steel cage match. Fece la prima difesa del titolo il 29 dicembre sconfiggendo Sabu. Il 30 dicembre prese parte a una six-man battle royal svoltasi a Newark, New Jersey.

### Impact Wrestling (2018, 2019, 2020, 2022)
Nella puntata del 6 settembre 2018 di Impact!, Raven apparve come uno dei pazienti malati di mente che aiutarono Eddie Edwards a fuggire dall'ospedale psichiatrico di Sandy Acres.
Il 3 gennaio 2019 a Impact! fece un'apparizione a sorpresa aiutando Tommy Dreamer nella sua aggressione a Eli Drake.
Il 31 marzo 2020, durante Total Nonstop Action Wrestling Special!, aiutò Tommy Dreamer durante una lite con oVe per poi colpire Dreamer con un bastone da kendo dopo un match tra Rhino e Madman Fulton.
Il 1º luglio 2022 all'evento Against All Odds, Raven tornò a Impact Wrestling in veste di commentatore ospite speciale del Clockwork Orange House of Fun match tra Moose e Sami Callihan.
Il 23 settembre 2022 a Victory Road, fu annunciato che Raven sarebbe stato introdotto nella Impact Hall of Fame. Il 7 ottobre all'evento Bound for Glory, durante il pre-show, Raven è stato ammesso nella Hall of Fame da Tommy Dreamer.

## Personaggio

### Mosse finali
- Come Raven
  - Even Flow DDT/Raven Effect (Flowing snap DDT)
- Come Scotty Flamingo
  - Leaping shoulder block

### Soprannomi
- "The Palm Beach Heartthrob"

### Manager
- Beulah McGillicutty
- Chastity
- Toni Adams
- Daffney
- Kimona Wanalaya
- Ninja Girl
- Terri
- Veronica

## Titoli e riconoscimenti
- All Action Wrestling
  - AAW Championship (1)
- Australasian Wrestling Federation
  - AWF Australasian Championship (1)
- Extreme Championship Wrestling
  - ECW World Heavyweight Championship (2)
  - ECW World Tag Team Championship (4) – con Stevie Richards (2), Tommy Dreamer (1) e Mike Awesome (1)
- Heartland Wrestling Association
  - HWA Tag Team Championship (1) – con Hugh Morrus
- High Risk Pro Wrestling
  - HRPW World Heavyweight Championship (1)
- Juggalo Championship Wrestling
  - JCW Tag Team Championship (1) – con Sexy Slim Goody
- Legends Pro Wrestling
  - LPW Hall of Fame (2010)
- Laredo Wrestling Alliance
  - LWA Hardcore Championship (1)
  - LWA Hall of Fame (2012)
- Mid-Eastern Wrestling Federation
  - MEWF Mid-Atlantic Heavyweight Championship (1)
- National Wrestling Alliance
  - NWA Central States Heavyweight Championship (1)
- National Wrestling Federation
  - NWF Heavyweight Championship (1)
- Nu-Wrestling Evolution
  - NWE World Heavyweight Championship (1)
- Pacific Northwest Wrestling
  - NWA Pacific Northwest Heavyweight Championship (3)
  - NWA Pacific Northwest Tag Team Championship (3) – con Top Gun (1), The Grappler (1) e Steve Doll (1)
  - NWA Pacific Northwest Television Championship (1)
- Pro-Pain Pro Wrestling
  - 3PW World Heavyweight Championship (1)
- Pro Wrestling Illustrated
  - 22º tra i 500 migliori wrestler singoli nella PWI 500 (2003)
  - 168º tra i 500 migliori wrestler singoli nella "PWI Years" (2003)
- Total Nonstop Action Wrestling
  - NWA World Heavyweight Championship (1)
  - King of the Mountain (2005)
- United States Xtreme Wrestling
  - UXW Heavyweight Championship (4)
- United States Wrestling Association
  - USWA World Tag Team Championship (2) – con Brian Christopher)
- United States Wrestling Organization
  - USWO Heavyweight Championship (1)
- USA Pro Wrestling
  - USA Pro Championship (1 time)
- Vanguard Championship Wrestling
  - VCW Championship (1 time)
- World Championship Wrestling
  - WCW Light Heavyweight Championship (1)
  - WCW United States Heavyweight Championship (1)
  - WCW World Tag Team Championship (1) – con Perry Saturn
- World Wrestling Federation/Entertainment
  - WWF/E Hardcore Championship (27)